# Mossig
Die Mossig ist ein Nebenfluss der Bruche (deutsch: Breusch) im französischen Département Bas-Rhin.

## Name
Der Fluss wurde 1285 („ienhalb mosichen bi der bruken“) erstmals schriftlich erwähnt. Bei der Grundform des Namens handelt es sich wohl um *Mosaha, einer Zusammensetzung aus Moos und der Endung -aha für Fließgewässer.

## Geographie

### Verlauf
Die Mossig entspringt auf einer Höhe von 620 Metern bei einer Siedlung namens Schneematt, im Gemeindegebiet von Wangenbourg-Engenthal und ist 33 km lang. Auf ihrem Weg wird sie von Hügeln flankiert und passiert die Dörfer Engenthal-le-Bas, Romanswiller, Wasselonne, Marlenheim, Kirchheim, Odratzheim, Scharrachbergheim-Irmstett, Soultz-les-Bains und Avolsheim. Bei Avolsheim mündet sie in die Bruche.

### Zuflüsse
- Loechelbach (rechts), 5,4 km
- Ziegbach (links), 1,3 km
- Sommereau (links), 9,8 km
- Sathbach (rechts), 8,8 km
- Heylenbach (links), 5,2 km
- Flossgraben (links), 2,4 km
- Bruegel (links), 4,8 km
- Ko(h)bach (rechts), 6,0 km
- Kehlbach (rechts), 3,6 km

## Hydrologie
An der Mündung der Mossig in die Bruche beträgt die mittlere Abflussmenge (MQ) 0,58 m³/s; das Einzugsgebiet umfasst hier 169,9 km².
Am Pegel Soultz-les-Bains wurde über einen Zeitraum von 41 Jahren (1970–2010) die durchschnittliche jährliche Abflussmenge der Mossig berechnet. Das Einzugsgebiet entspricht an dieser Stelle mit 163 km² etwa 96 % des vollständigen Einzugsgebietes des Flusses.
Die Abflussmenge schwankt im Lauf des Jahres recht stark. Die höchsten Wasserstände werden in den Monaten Januar – März gemessen. Ihren Höchststand erreicht die Abflussmenge mit 2,13 m³/s im Februar. Von April an geht die Schüttung zurück und erreicht ihren niedrigsten Stand im September mit 0,66 m³/s, um danach wieder von Monat zu Monat anzusteigen.